# Емилия фон Еберщайн
Емилия фон Еберщайн (на немски: Emilie von Eberstein; * 1506; † пр. 8 септември 1540) от швабската графска фамилия Еберщайни в Ной-Еберщайн, е чрез женитба графиня на Салм-Люксембург и господарка на Нойбург.

## Произход
Тя е дъщеря (от 16 деца) на граф Бернхард III фон Еберщайн в Ной-Еберщайн (1459 – 1526) и съпругата му Кунигунда фон Валдбург-Зоненберг (1482 – 1538), дъщеря на граф Еберхард II фон Валдбург-Зоненберг († 1483) и графиня Анна фон Фюрстенберг († 1522). Тя е сестра на граф Вилхелм IV фон Еберщайн (1497 – 1562) и граф Йохан Якоб I фон Еберщайн (1517 – 1574).

## Фамилия
Емилия фон Еберщайн се омъжва на 28 октомври 1524 г. за граф Николаус II фон Салм (* 1503; † 5 март 1550), щатхалтер на Унгария, най-големият син на генерал граф Николаус фон Салм „Стари“ (1459 – 1530) и съпругата му Елизабет фон Рогендорф († 1507). Те имат децата:
- Юлиус I (* 11 ноември 1531; † 2 юли 1595), граф на Салм и Нойбург (1580 – 1595), женен I. ок. 1565 за Елизабет Турзó де Бетленфалва († 1573), II. на 1 януари 1575 за фрайфрау Анна Мария фон Дитрихщайн (1557 – 1586)
- Николаус III(IV) (* ок. 1550; † 26 ноември/декември 1580), граф на Салм и Нойбург (1550 – 1580), женен I. на 24 април 1562 г. в Бюдинген за Катарина фон Изенбург-Бюдинген-Келстербах (1532 – 1574), II. 1575 г. за Юдит фон Полхайм (1559 – 1613)
- Николаус II Егино (* 1550; † 7 юли 1574), женен I. на 1 юни 1550 за Катарина фон Парнщайн († 1571), II. за Барбара Орсзаг (1559 – 1578)
- Лукреция (* ок. 1526; † 1585), омъжена за граф Йоахим Шлик цу Пасаун и Вайскирхен († 1572)

Нейният съпруг Николаус II фон Салм се жени втори път през 1540 г. за графиня Маргарета Сзéцзхи фон Фелсőлендва (* ок. 1524; † 1567).